# Měňany
Měňany är en ort i Tjeckien.   Den ligger i regionen Mellersta Böhmen, i den centrala delen av landet, 29 km sydväst om huvudstaden Prag. Měňany ligger 321 meter över havet och antalet invånare är 273.
Terrängen runt Měňany är kuperad åt nordost, men åt sydväst är den platt. Runt Měňany är det ganska tätbefolkat, med 100 invånare per kvadratkilometer. Närmaste större samhälle är Beroun, 6,8 km nordväst om Měňany. Trakten runt Měňany består till största delen av jordbruksmark.